# Alucita idiocrossa
Alucita idiocrossa är en fjärilsart som beskrevs av Edward Meyrick 1936. Alucita idiocrossa ingår i släktet Alucita och familjen mångfliksmott, (Alucitidae). Inga underarter finns listade i Catalogue of Life.